# Knut Reiersrud
Knut Reiersrud (né le 12 février 1961) est un guitariste et compositeur norvégien de blues, connu pour ses nombreuses collaborations dans divers genres musicaux, ses nombreux enregistrements sous son propre nom et ses contributions à environ 300 morceaux.

## Biographie
Reiersrud est musicien interprète depuis le début des années 1970, et est auteur d'un certain nombre d'œuvres. Il remporte trois Spellemannprisen et est nommé 11 fois.
Dans ses jeunes années, il joue de la conga, du piano et de la guitare (1971). Une collaboration avec Buddy Guy et Otis Rush à Chicago (1979) conduit à des publications avec Chicago Blues Meeting (1988). Reiersrud joue dans le groupe buskeRud avec Vidar Busk, et participe en 2007 et 2008 au projet surréaliste Strange News from Mars de Jon Larsen. Dans les années 2010, Reiersrud collabore avec Blind Boys of Alabama, Dr. John, David Lindley et Rick Danko. Sur l'album Lullabies from the Axis of Evil, il collabore avec Rim Banna, Mahsa Vahdat, Rickie Lee Jones et Nina Hagen. La plupart de ses albums sortent chez Kirkelig Kulturverksted ou Jazzland. Il est également le guitariste de Cloudberry Cream et contribue au dernier album d'Odd Einar Nordheim, Mi Sognbok, sorti le 5 novembre 2020.
Outre son travail d'artiste, Reiersrud est un auteur, compositeur et arrangeur de premier plan. Il écrit de la musique avec Jeff Wasserman, Jarle Bernhoft, Sigvart Dagsland et avec l'Iranienne Mahsa Vahdat. Il écrit également de la musique pour des musiciens tels que Deepika Thathaal, Javid Afsari Rad, Ciwan Haco, Kim Andre Rysstad, Kari Bremnes et Jonas Fjeld. Il arrange de la musique folklorique norvégienne pour des interprètes tels que Per Sæmund Bjørkum, Halvard T Bjørgum et Hans Fredrik Jacobsen. Au total, il a enregistré environ 500 morceaux en tant qu'arrangeur pour diverses productions discographiques norvégiennes et étrangères. 
En 2024, il se rend en Suède pour jouer au Stockholm Jazz Festival.

## Discographie notable

### Albums studio
- 1983 : Roots of Scandinavian Blues (avec Nappy Brown)
- 1991 : Blå koral (avec Iver Kleive)
- 1993 : Tramp
- 1994 : Footwork
- 1995 : Klapp
- 1996 : Himmelskip (avec Iver Kleive)
- 1998 : Soul of a Man
- 1999 : Sub
- 2000 : Den signede dag (avec Iver Kleive et Povl Dissing)
- 2001 : Sweet Showers of Rain
- 2004 : Himalaya Blues (avec Hans Fredrik Jacobsen et Vajra)
- 2004 : Pretty Ugly
- 2006 : Nåde over nåde (avec Iver Kleive)
- 2007 : Night Sky Day Dream (avec Henry Kaiser)
- 2008 : Voodoo Without Killing Chicken
- 2009 : Gitar
- 2011 : One Drop Is Plenty (avec Mighty Sam McClain)
- 2012 : Infinite Gratitude (avec TrondheimSolistene)
- 2013 : Aftonblues
- 2013 : Som den gyldne sol (avec Povl Dissing et Iver Kleive)
- 2014 : Jazz at Berlin Philharmonic II: Norwegian Woods (avec Solveig Slettahjell, Bugge Wesseltoft et In The Country)
- 2015 : Tears of the World (avec Mighty Sam McClain)
- 2015 : Trail of Souls (avec Solveig Slettahjell et In the Country
- 2016 : Jazz at Berlin Philharmonic VI: Celtic Roots (avec Tuva Syvertsen, Ale Möller, Aly Bain, Fraser Fifield, Eric Bibb, Olle Linder)
- 2018 : Heat
- 2020 : Ballads and Blues from the 20's Vol. 1
- 2024 : Antropomorfi

### Singles et EP
- 1993 : You Ought to Treat a Stranger Right (avec Five Blind Boys of Alabama)
- 1994 : Ba-ba-ba (avecDi Derre)
- 1994 : Nåde (avec Iver Kleive)
- 1995 : Willie and the Hand Jive
- 1995 : Store gutter gråter ikke (avec Reidar Skår)
- 1998 : Soul of a Man
- 1998 : Black Widow
- 1998 : Leve blant løver (avec Reidar Skår)
- 2001 : A Lonely Disaster
- 2004 : Strawberry Letter 23
- 2013 : Que Sera Sera (avec Mighty Sam McClain)
- 2013 : Tears of the World/Friends (avec Mighty Sam McClain)
- 2015 : Tears of the World
- 2015 : Que Sera Sera
- 2017 : Sacred Mama

## Distinctions notables
- Nommé du Spellemannprisen 2020 dans la catégorie blues pour Ballads and Blues from the 20's Vol. 1[5]